# Stanisława Korwin-Szymanowska
Stanisława Korwin-Szymanowska (ur. 17 lipca 1884 w Orłówce, zm. 7 grudnia 1938 w Katowicach) – polska śpiewaczka operowa (sopran liryczno-koloraturowy).

## Życiorys
Była córką Stanisława Szymanowskiego i Anny z domu Taube (1853–1943), siostrą Karola, kompozytora, Feliksa, pianisty, Zofii, pisarki i tłumaczki oraz Anny, archiwistki. Uczyła się w przyklasztornej szkole z internatem Sacré-Coeur we Lwowie. Naukę muzyki rozpoczęła w rodzinnym domu, kontynuowała ją w szkole Neuhausów w Jelizawetgradzie oraz we Lwowie u Zofii Kozłowskiej (w latach 1903–1906). 
23 października 1906 zadebiutowała na scenie Opery Lwowskiej w „Opowieściach Hoffmanna” Offenbacha. Rok później wystąpiła po raz pierwszy w Filharmonii Warszawskiej. W latach 1914–1919 mieszkała w Lozannie, gdzie kontynuowała naukę śpiewu i występowała w tamtejszej Operze. Po roku 1920 występowała we Lwowie, Warszawie, Krakowie, Operze w Rydze, Paryżu, Wiedniu, Genewie, Frankfurcie, Rzymie i Pradze. W Operze Lwowskiej łącznie występowała przez cztery sezony artystyczne. 
W latach 1934–1937 występowała razem z Henrykiem Sztompką na koncertach objazdowych i występach w szkołach. Prowadziła również wieloletnią działalność pedagogiczną – w latach 1923–1927 w Konserwatorium Warszawskim, w latach 1929–1931 w Szkole Towarzystwa Muzycznego w Lublinie, w latach 1935–1937 w Konserwatorium im. Mieczysława Karłowicza w Wilnie, od lutego 1938 w Śląskim Konserwatorium Muzycznym w Katowicach.
21 października 1936 w Warszawie podczas koncertu Towarzystwa Muzyki Współczesnej wzięła udział w prawykonaniu pieśni Mów do mnie, o miły na sopran i fortepian, skomponowanej w tym samym roku przez Grażynę Bacewicz do tekstu Rabindranatha Tagore’a w tłumaczeniu Jana Kasprowicza. Akompaniował jej wtedy Kiejstut Bacewicz. 
Była żoną lwowskiego przemysłowca – Stefana Bartoszewicza (1870–1934), z którym miała córkę, tragicznie zmarłą Alinę. Karol Szymanowski dedykował pamięci swojej siostrzenicy Stabat Mater i cykl 18 Pieśni Rymy dziecięce. Stanisława Korwin-Szymanowska wraz z mężem i córką pochowani są w rodzinnym grobowcu na Cmentarzu Łyczakowskim we Lwowie. 

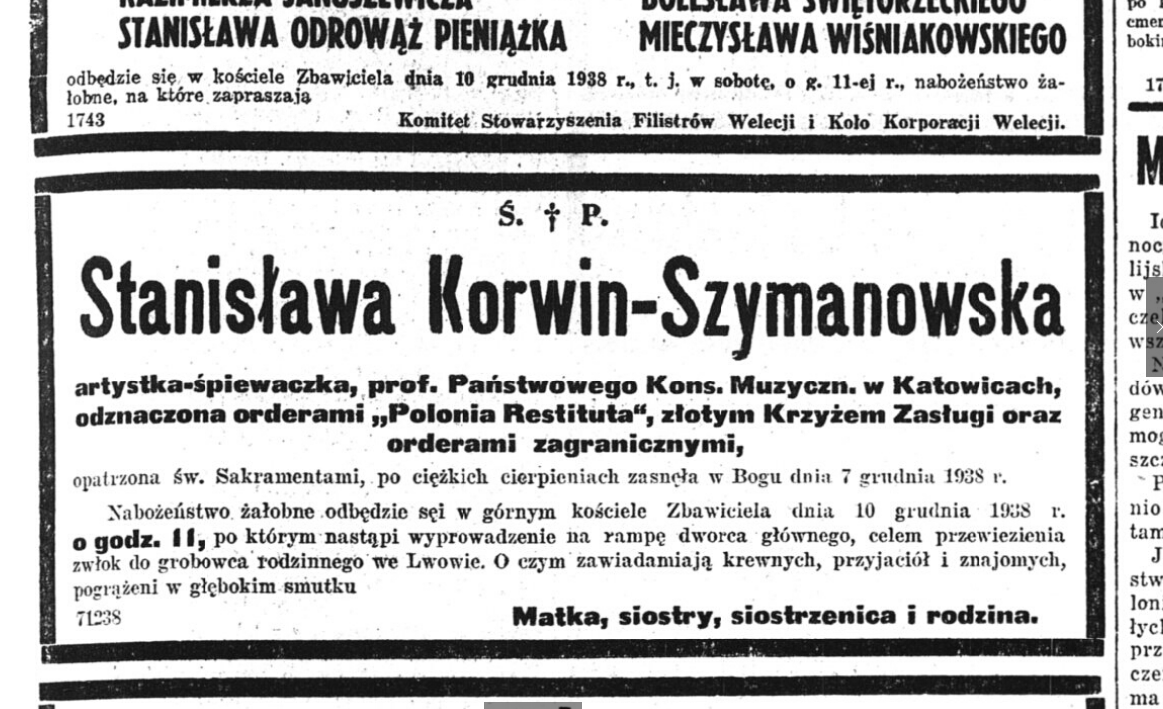
Nekrolog z 8 grudnia 1938, Kurier Warszawski

## Repertuar operowy
- Giuseppe Verdi – Traviata, Rigoletto
- Giacomo Puccini – Tosca, Cyganeria, Madame Butterfly
- Gioacchino Rossini – Cyrulik sewilski
- Stanisław Moniuszko – Halka, Verbum nobile
- wykonywała również kompozycje swojego brata, Karola Szymanowskiego

## Publikacje
Stanisława Korwin-Szymanowska, Jak należy śpiewać utwory Karola Szymanowskiego, Gebethner i Wolff, Warszawa 1938.

## Odznaczenia
- Złoty Krzyż Zasługi (30 stycznia 1930)[5]
- Order Trzech Gwiazd (Łotwa)[6]